# Slaget om Gaza (2007)
Slaget om Gaza, även kallat Hamas övertagande av Gaza, var en kort militär konflikt mellan Fatah och Hamas, som ägde rum i Gazaremsan mellan den 10 och 15 juni 2007. Det var kulmen på Fatah–Hamas-konflikten, om makten efter att Fatah förlorade valet 2006. Hamas tog kontroll över Gazaremsan, och avsatte parlamentariker från Fatah. Striden resulterade i upplösningen av samlingsregeringen och delade de facto de palestinska territorierna i två separata delar. Västbanken fortsatte styras av den palestinska myndigheten medan Gaza istället styrdes av Hamas.
ICRC uppskattar att minst 118 människor dödades och mer än 550 skadades under striderna fram till den 15 juni.